# نیژنه‌بیک‌کوزینو
نیژنه‌بیک‌کوزینو (انگلیسی: Nizhnebikkuzino) یک شهرک در شهرستان کوگارچینسکی جمهوری باشقیرستان در کشور روسیه است.